# Problème du cavalier

Une des solutions du problème ouvert.

Le problème du cavalier (ou encore polygraphie ou algorithme du cavalier ou cavalier d'Euler) est un problème mathématico-logique fondé sur les déplacements du cavalier du jeu d'échecs : un cavalier partant d'une case quelconque doit visiter chaque case sans y repasser.

## Variantes

### Selon les pièces
Si le but est généralement de parcourir toutes les cases du plateau avec un cavalier, une variante a été étudiée au Moyen-Orient médiéval où la pièce alterne entre un mouvement de cavalier et un mouvement en diagonale (voir infra).

### Selon les formes de plateau
Le problème a initialement porté sur le parcours d'un échiquier carré de 64 cases ou sur un demi-échiquier de 32 cases ; mais il a par la suite été étudié pour d'autres dimensions et également pour des formes non-rectangulaires, dont des croix.

### Selon les parcours
Le parcours peut être ouvert ou se refermer sur lui-même, auquel cas on parle de tour du cavalier. On peut aussi chercher des solutions avec des symétries particulières ou encore les plus longues solutions sans croisement.

Circuit du cavalier sur un échiquier de taille 24 × 24 obtenu par un réseau de neurones.
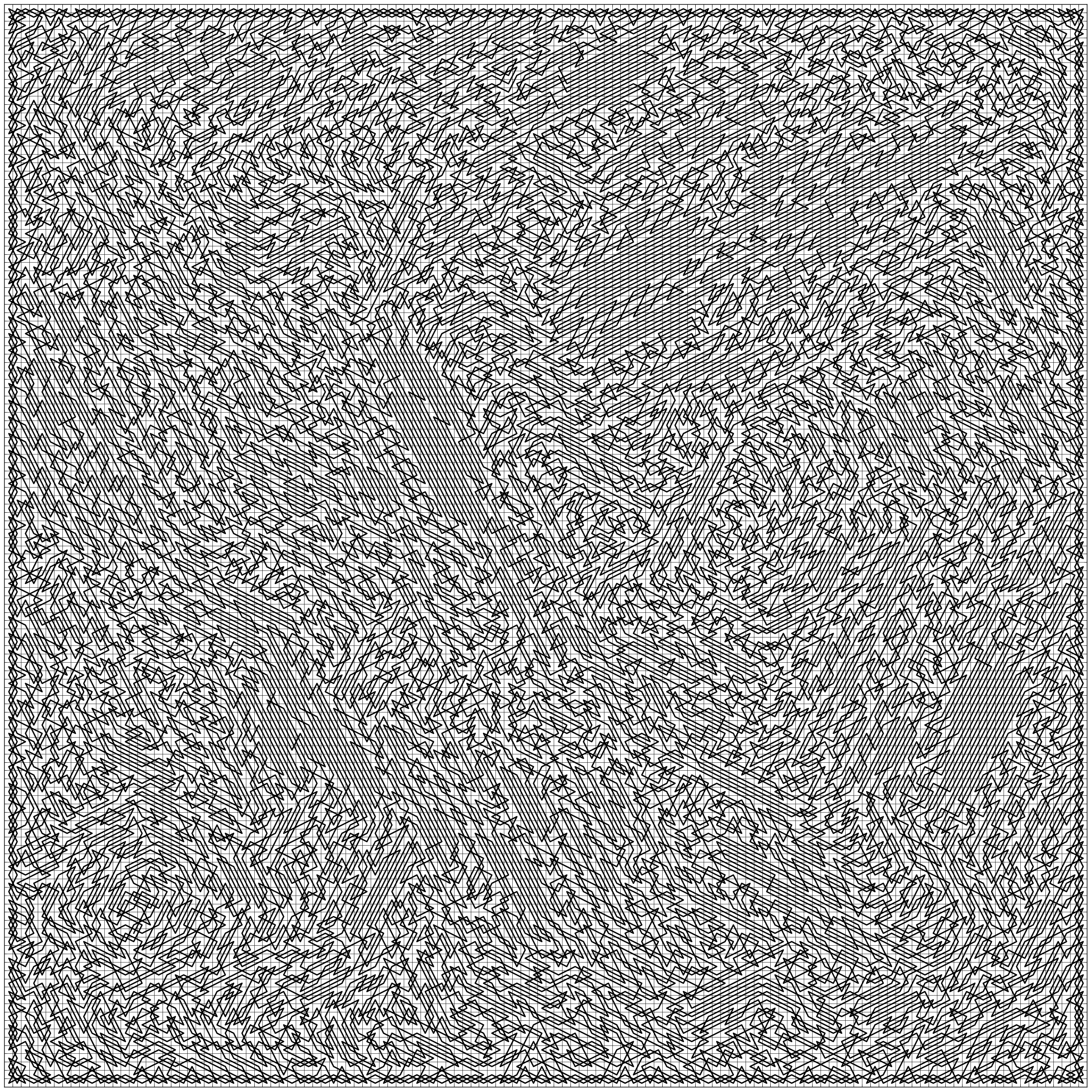
Parcours ouvert sur un échiquier de taille 130 x 130 obtenu en utilisant l'heuristique de Warnsdorf.
Parcours ouvert sur un échiquier de taille 5 x 5.
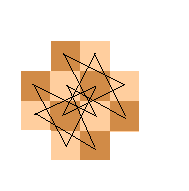
Tour de cavalier sur un plateau en forme de croix.
Circuit fermé sans croisement maximal sur un échiquier de taille 49 ; sa longueur est de 24 sauts.
Parcours ouvert sans croisement maximal sur un échiquier de taille 64 ; sa longueur est de 35 sauts.

## Histoire

### Inde
On en trouve la première occurrence dans un traité d'ornement poétique indien, le Kavyalankara du poète Rudrata .
Une solution au problème du parcours de l'intégralité d'un demi-échiquier de 32 cases a été trouvée dans un manuscrit datant du début du Xe siècle ; cette solution pouvant facilement être adaptée pour obtenir par juxtaposition le parcours complet d'un échiquier de 64 cases. Cette solution n'est pas un circuit car elle ne permet pas de revenir au point de départ.
Une encyclopédie indienne datant du XVIIe siècle donne un exemple de parcours fermé sur un échiquier de 64 cases. Charles Monneron rapporte d'Inde une autre solution au problème, qui sera imprimée par la suite dans l'Encyclopédie.
| Solution du parcours sur un demi échiquier (900 ap. J.-C.). | Solution du parcours sur un demi échiquier (900 ap. J.-C.). | Solution du parcours sur un demi échiquier (900 ap. J.-C.). | Solution du parcours sur un demi échiquier (900 ap. J.-C.). | Solution du parcours sur un demi échiquier (900 ap. J.-C.). | Solution du parcours sur un demi échiquier (900 ap. J.-C.). | Solution du parcours sur un demi échiquier (900 ap. J.-C.). | Solution du parcours sur un demi échiquier (900 ap. J.-C.). |
| ----------------------------------------------------------- | ----------------------------------------------------------- | ----------------------------------------------------------- | ----------------------------------------------------------- | ----------------------------------------------------------- | ----------------------------------------------------------- | ----------------------------------------------------------- | ----------------------------------------------------------- |
| 1                                                           | 30                                                          | 9                                                           | 20                                                          | 3                                                           | 24                                                          | 11                                                          | 26                                                          |
| 16                                                          | 19                                                          | 2                                                           | 29                                                          | 10                                                          | 27                                                          | 4                                                           | 23                                                          |
| 31                                                          | 8                                                           | 17                                                          | 14                                                          | 21                                                          | 6                                                           | 25                                                          | 12                                                          |
| 18                                                          | 15                                                          | 32                                                          | 7                                                           | 28                                                          | 13                                                          | 22                                                          | 5                                                           |

| Parcours fermé indien du XVIIe siècle. | Parcours fermé indien du XVIIe siècle. | Parcours fermé indien du XVIIe siècle. | Parcours fermé indien du XVIIe siècle. | Parcours fermé indien du XVIIe siècle. | Parcours fermé indien du XVIIe siècle. | Parcours fermé indien du XVIIe siècle. | Parcours fermé indien du XVIIe siècle. |
| -------------------------------------- | -------------------------------------- | -------------------------------------- | -------------------------------------- | -------------------------------------- | -------------------------------------- | -------------------------------------- | -------------------------------------- |
| 2                                      | 51                                     | 6                                      | 15                                     | 64                                     | 25                                     | 28                                     | 23                                     |
| 7                                      | 14                                     | 1                                      | 50                                     | 5                                      | 22                                     | 43                                     | 26                                     |
| 52                                     | 3                                      | 8                                      | 63                                     | 16                                     | 27                                     | 24                                     | 29                                     |
| 9                                      | 62                                     | 13                                     | 4                                      | 49                                     | 42                                     | 21                                     | 44                                     |
| 12                                     | 53                                     | 10                                     | 17                                     | 36                                     | 45                                     | 30                                     | 41                                     |
| 61                                     | 56                                     | 59                                     | 48                                     | 31                                     | 40                                     | 35                                     | 20                                     |
| 58                                     | 11                                     | 54                                     | 37                                     | 18                                     | 33                                     | 46                                     | 39                                     |
| 55                                     | 60                                     | 57                                     | 32                                     | 47                                     | 38                                     | 19                                     | 34                                     |

| Parcours ouvert à extrémités accolées rapporté par Monneron. | Parcours ouvert à extrémités accolées rapporté par Monneron. | Parcours ouvert à extrémités accolées rapporté par Monneron. | Parcours ouvert à extrémités accolées rapporté par Monneron. | Parcours ouvert à extrémités accolées rapporté par Monneron. | Parcours ouvert à extrémités accolées rapporté par Monneron. | Parcours ouvert à extrémités accolées rapporté par Monneron. | Parcours ouvert à extrémités accolées rapporté par Monneron. |
| ------------------------------------------------------------ | ------------------------------------------------------------ | ------------------------------------------------------------ | ------------------------------------------------------------ | ------------------------------------------------------------ | ------------------------------------------------------------ | ------------------------------------------------------------ | ------------------------------------------------------------ |
| 17                                                           | 20                                                           | 39                                                           | 4                                                            | 37                                                           | 22                                                           | 49                                                           | 6                                                            |
| 40                                                           | 53                                                           | 18                                                           | 21                                                           | 8                                                            | 5                                                            | 36                                                           | 23                                                           |
| 19                                                           | 16                                                           | 3                                                            | 38                                                           | 61                                                           | 50                                                           | 7                                                            | 48                                                           |
| 54                                                           | 41                                                           | 52                                                           | 1                                                            | 64                                                           | 9                                                            | 24                                                           | 35                                                           |
| 15                                                           | 2                                                            | 13                                                           | 60                                                           | 51                                                           | 62                                                           | 47                                                           | 10                                                           |
| 42                                                           | 55                                                           | 30                                                           | 63                                                           | 12                                                           | 59                                                           | 34                                                           | 25                                                           |
| 29                                                           | 14                                                           | 57                                                           | 44                                                           | 27                                                           | 32                                                           | 11                                                           | 46                                                           |
| 56                                                           | 43                                                           | 28                                                           | 31                                                           | 58                                                           | 45                                                           | 26                                                           | 33                                                           |

Le rajah Krishnaraja Wadiyar III (en) s'est intéressé au sujet dans la première moitié du XIXe siècle, on lui doit l'un des premiers parcours de cavalier connus dont la numérotation des cases forme un carré magique.

### Monde arabe

#### Circuit fermé

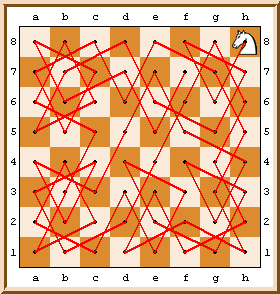
Solution de al-Adli ar-Rumi.

Le cavalier d'Euler est connu depuis fort longtemps. Vers 840, le joueur et théoricien d'échecs arabe al-Adli ar-Rumi en donne déjà une solution.
Des moyens mnémotechniques permettant de retenir une solution au circuit du cavalier sont attestés dans un manuscrit copié en 1141, lequel reprend des textes datant au plus du Xe siècle ; il s'agit de poèmes de 64 vers dont chacun est associé aux coordonnées d'une case de l'échiquier. Quatre tels poèmes sont connus, ce qui permet de conclure que le problème du circuit du cavalier était populaire dans le monde arabo-musulman, et qu'aucune méthode générale de construction d'un tel parcours n'était connue.

#### Autres règles de parcours
Les savants arabes ont également étudié un problème voisin dans lequel la pièce à déplacer adopte alternativement le déplacement du cavalier et celui d'une autre pièce, conseiller ou éléphant, du chatrang (la version des échecs pratiquée dans le monde arabe médiéval). Le conseiller (ancêtre de la dame) et l'éléphant (ancêtre du fou) se déplaçant respectivement d'une case en diagonale et de deux cases en diagonale. Des poèmes ont également été composés pour en mémoriser des solutions.
| Parcours fermé arabe d'un cavalier-éléphant. | Parcours fermé arabe d'un cavalier-éléphant. | Parcours fermé arabe d'un cavalier-éléphant. | Parcours fermé arabe d'un cavalier-éléphant. | Parcours fermé arabe d'un cavalier-éléphant. | Parcours fermé arabe d'un cavalier-éléphant. | Parcours fermé arabe d'un cavalier-éléphant. | Parcours fermé arabe d'un cavalier-éléphant. |
| -------------------------------------------- | -------------------------------------------- | -------------------------------------------- | -------------------------------------------- | -------------------------------------------- | -------------------------------------------- | -------------------------------------------- | -------------------------------------------- |
| 49                                           | 42                                           | 40                                           | 51                                           | 9                                            | 34                                           | 36                                           | 11                                           |
| 47                                           | 52                                           | 54                                           | 45                                           | 39                                           | 12                                           | 14                                           | 33                                           |
| 41                                           | 50                                           | 48                                           | 43                                           | 37                                           | 10                                           | 8                                            | 35                                           |
| 55                                           | 44                                           | 46                                           | 53                                           | 15                                           | 32                                           | 38                                           | 13                                           |
| 61                                           | 22                                           | 16                                           | 63                                           | 5                                            | 26                                           | 28                                           | 7                                            |
| 19                                           | 56                                           | 58                                           | 21                                           | 31                                           | 64                                           | 2                                            | 25                                           |
| 17                                           | 62                                           | 60                                           | 23                                           | 29                                           | 6                                            | 4                                            | 27                                           |
| 59                                           | 20                                           | 18                                           | 57                                           | 3                                            | 24                                           | 30                                           | 1                                            |

| Parcours fermé arabe d'un cavalier-conseiller. | Parcours fermé arabe d'un cavalier-conseiller. | Parcours fermé arabe d'un cavalier-conseiller. | Parcours fermé arabe d'un cavalier-conseiller. | Parcours fermé arabe d'un cavalier-conseiller. | Parcours fermé arabe d'un cavalier-conseiller. | Parcours fermé arabe d'un cavalier-conseiller. | Parcours fermé arabe d'un cavalier-conseiller. |
| ---------------------------------------------- | ---------------------------------------------- | ---------------------------------------------- | ---------------------------------------------- | ---------------------------------------------- | ---------------------------------------------- | ---------------------------------------------- | ---------------------------------------------- |
| 37                                             | 14                                             | 16                                             | 35                                             | 33                                             | 18                                             | 24                                             | 31                                             |
| 15                                             | 36                                             | 34                                             | 17                                             | 19                                             | 32                                             | 30                                             | 25                                             |
| 13                                             | 38                                             | 48                                             | 11                                             | 21                                             | 26                                             | 28                                             | 23                                             |
| 39                                             | 12                                             | 10                                             | 49                                             | 27                                             | 20                                             | 22                                             | 29                                             |
| 9                                              | 42                                             | 40                                             | 47                                             | 61                                             | 50                                             | 52                                             | 63                                             |
| 43                                             | 8                                              | 46                                             | 41                                             | 51                                             | 60                                             | 62                                             | 53                                             |
| 45                                             | 6                                              | 4                                              | 59                                             | 57                                             | 2                                              | 64                                             | 55                                             |
| 7                                              | 44                                             | 58                                             | 5                                              | 3                                              | 56                                             | 54                                             | 1                                              |

### Occident

#### Pendant le Moyen Âge et la Renaissance
On trouve dans un manuscrit anglo-normand du XIVe siècle un parcours ouvert dont le but est d'amener le cavalier d'un coin à un autre. Plusieurs autres manuscrits plus tardifs donnent également des parcours ouverts sur des échiquiers ou des demi-échiquiers.
| Solution datée du XIVe siècle. | Solution datée du XIVe siècle. | Solution datée du XIVe siècle. | Solution datée du XIVe siècle. | Solution datée du XIVe siècle. | Solution datée du XIVe siècle. | Solution datée du XIVe siècle. | Solution datée du XIVe siècle. |
| ------------------------------ | ------------------------------ | ------------------------------ | ------------------------------ | ------------------------------ | ------------------------------ | ------------------------------ | ------------------------------ |
| 23                             | 26                             | 11                             | 4                              | 49                             | 52                             | 45                             | 40                             |
| 10                             | 3                              | 22                             | 25                             | 46                             | 41                             | 48                             | 51                             |
| 27                             | 24                             | 5                              | 12                             | 53                             | 50                             | 39                             | 44                             |
| 2                              | 9                              | 28                             | 21                             | 42                             | 47                             | 54                             | 59                             |
| 29                             | 20                             | 13                             | 6                              | 61                             | 58                             | 43                             | 38                             |
| 8                              | 1                              | 16                             | 19                             | 32                             | 35                             | 60                             | 55                             |
| 17                             | 30                             | 7                              | 14                             | 57                             | 62                             | 37                             | 34                             |
| .                              | 15                             | 18                             | 31                             | 36                             | 33                             | 56                             | 63                             |

#### Au début duXVIIIesiècle
Pierre Rémond de Montmort a étudié ce problème, et en donne une solution citée par Martin Grandin. Ce dernier reprend également deux autres solutions obtenues par Abraham de Moivre et par de Mairan.
| Solution de Rémond de Montmort | Solution de Rémond de Montmort | Solution de Rémond de Montmort | Solution de Rémond de Montmort | Solution de Rémond de Montmort | Solution de Rémond de Montmort | Solution de Rémond de Montmort | Solution de Rémond de Montmort |
| ------------------------------ | ------------------------------ | ------------------------------ | ------------------------------ | ------------------------------ | ------------------------------ | ------------------------------ | ------------------------------ |
| 58                             | 23                             | 62                             | 15                             | 64                             | 21                             | 54                             | 13                             |
| 61                             | 16                             | 59                             | 22                             | 55                             | 14                             | 51                             | 20                             |
| 24                             | 57                             | 10                             | 63                             | 18                             | 49                             | 12                             | 53                             |
| 9                              | 60                             | 17                             | 56                             | 11                             | 52                             | 19                             | 50                             |
| 34                             | 25                             | 36                             | 7                              | 40                             | 27                             | 48                             | 5                              |
| 37                             | 8                              | 33                             | 26                             | 45                             | 6                              | 41                             | 28                             |
| 32                             | 35                             | 2                              | 39                             | 30                             | 43                             | 4                              | 47                             |
| 1                              | 38                             | 31                             | 44                             | 3                              | 46                             | 29                             | 42                             |

| Solution de Moivre où le carré central est visité après la bordure. | Solution de Moivre où le carré central est visité après la bordure. | Solution de Moivre où le carré central est visité après la bordure. | Solution de Moivre où le carré central est visité après la bordure. | Solution de Moivre où le carré central est visité après la bordure. | Solution de Moivre où le carré central est visité après la bordure. | Solution de Moivre où le carré central est visité après la bordure. | Solution de Moivre où le carré central est visité après la bordure. |
| ------------------------------------------------------------------- | ------------------------------------------------------------------- | ------------------------------------------------------------------- | ------------------------------------------------------------------- | ------------------------------------------------------------------- | ------------------------------------------------------------------- | ------------------------------------------------------------------- | ------------------------------------------------------------------- |
| 34                                                                  | 49                                                                  | 22                                                                  | 11                                                                  | 36                                                                  | 39                                                                  | 24                                                                  | 1                                                                   |
| 21                                                                  | 10                                                                  | 35                                                                  | 50                                                                  | 23                                                                  | 12                                                                  | 37                                                                  | 40                                                                  |
| 48                                                                  | 33                                                                  | 62                                                                  | 57                                                                  | 38                                                                  | 25                                                                  | 2                                                                   | 13                                                                  |
| 9                                                                   | 20                                                                  | 51                                                                  | 54                                                                  | 63                                                                  | 60                                                                  | 41                                                                  | 26                                                                  |
| 32                                                                  | 47                                                                  | 58                                                                  | 61                                                                  | 56                                                                  | 53                                                                  | 14                                                                  | 3                                                                   |
| 19                                                                  | 8                                                                   | 55                                                                  | 52                                                                  | 59                                                                  | 64                                                                  | 27                                                                  | 42                                                                  |
| 46                                                                  | 31                                                                  | 6                                                                   | 17                                                                  | 44                                                                  | 29                                                                  | 4                                                                   | 15                                                                  |
| 7                                                                   | 18                                                                  | 45                                                                  | 30                                                                  | 5                                                                   | 16                                                                  | 43                                                                  | 28                                                                  |

| Solution fermée de Mairan. | Solution fermée de Mairan. | Solution fermée de Mairan. | Solution fermée de Mairan. | Solution fermée de Mairan. | Solution fermée de Mairan. | Solution fermée de Mairan. | Solution fermée de Mairan. |
| -------------------------- | -------------------------- | -------------------------- | -------------------------- | -------------------------- | -------------------------- | -------------------------- | -------------------------- |
| 56                         | 9                          | 26                         | 43                         | 54                         | 7                          | 32                         | 29                         |
| 25                         | 44                         | 55                         | 8                          | 27                         | 30                         | 53                         | 6                          |
| 10                         | 57                         | 24                         | 39                         | 42                         | 33                         | 28                         | 31                         |
| 23                         | 40                         | 45                         | 36                         | 1                          | 52                         | 5                          | 34                         |
| 46                         | 11                         | 58                         | 41                         | 38                         | 35                         | 64                         | 51                         |
| 59                         | 22                         | 37                         | 48                         | 19                         | 2                          | 15                         | 4                          |
| 12                         | 47                         | 20                         | 61                         | 14                         | 17                         | 50                         | 63                         |
| 21                         | 60                         | 13                         | 18                         | 49                         | 62                         | 3                          | 16                         |

#### Les travaux d'Euler
Le mathématicien Leonhard Euler reprit l'étude scientifique en 1759. La « Solution d'une question curieuse qui ne paraît soumise à aucune analyse » n'est cependant publiée qu'en 1766. Côme Alexandre Collini en publia une dans le Journal encyclopédique en 1773.
Euler y montre la solution de plusieurs problèmes:
- comment obtenir un trajet complet à partir d'un trajet partiel ;
- comment transformer un trajet ouvert en trajet fermé ;
- comment obtenir un trajet symétrique ;
- l'obtention de parcours sur des échiquiers carrés ou rectangulaires de taille variable ;
- l'obtention de parcours complets sur des échiquiers en forme de croix ou de croix rhombiques.

Une solution publiée par Euler[13].
Une solution proposée par Euler[13]. Celle-ci est symétrique par rapport au centre de l'échiquier, et parcourt d'abord la moitié inférieure de ce dernier, puis la partie supérieure.
Solution du tour sur un échiquier 10x10, proposée par Euler[13].

Euler a également commis des erreurs, il a ainsi affirmé qu'aucun trajet fermé n'est possible sur un échiquier de largeur 3 ; un contre-exemple a été donné en 1917 sur un échiquier de taille 3×10,.
| Parcours fermé sur un échiquier de taille 3×10. | Parcours fermé sur un échiquier de taille 3×10. | Parcours fermé sur un échiquier de taille 3×10. | Parcours fermé sur un échiquier de taille 3×10. | Parcours fermé sur un échiquier de taille 3×10. | Parcours fermé sur un échiquier de taille 3×10. | Parcours fermé sur un échiquier de taille 3×10. | Parcours fermé sur un échiquier de taille 3×10. | Parcours fermé sur un échiquier de taille 3×10. | Parcours fermé sur un échiquier de taille 3×10. |
| ----------------------------------------------- | ----------------------------------------------- | ----------------------------------------------- | ----------------------------------------------- | ----------------------------------------------- | ----------------------------------------------- | ----------------------------------------------- | ----------------------------------------------- | ----------------------------------------------- | ----------------------------------------------- |
| 1                                               | 28                                              | 25                                              | 6                                               | 19                                              | 4                                               | 21                                              | 10                                              | 13                                              | 16                                              |
| 26                                              | 7                                               | 30                                              | 3                                               | 24                                              | 9                                               | 18                                              | 15                                              | 22                                              | 11                                              |
| 29                                              | 2                                               | 27                                              | 8                                               | 5                                               | 20                                              | 23                                              | 12                                              | 17                                              | 14                                              |

#### Études ultérieures
Au fil des siècles, les mathématiciens étudient ce thème en variant :
- les dimensions de l'échiquier,
- le nombre de joueurs,
- les propriétés du parcours,
- la façon dont un cavalier se déplace.

Il a été proposé d'étudier les parcours du cavalier dans lesquels la somme des numéros de passage d'une case est constante suivant les lignes et les colonnes. En 1888, 83 tels parcours (dont 27 fermés) ont été déposés au Conservatoire National des Arts et Métiers ; aucun de ces parcours ne donne un carré magique car la somme n'est pas la même en suivant les diagonales. Un 84e parcours a été découvert dans les années 1970,. Une recherche exhaustive a établi en 2003 que sur un échiquier il existe en tout 108 parcours différents formant des carrés magiques dont aucun n'a de diagonales égales,,. 
| Parcours fermé qui est aussi un carré magique. (Sauf en ce qui concerne les diagonales) | Parcours fermé qui est aussi un carré magique. (Sauf en ce qui concerne les diagonales) | Parcours fermé qui est aussi un carré magique. (Sauf en ce qui concerne les diagonales) | Parcours fermé qui est aussi un carré magique. (Sauf en ce qui concerne les diagonales) | Parcours fermé qui est aussi un carré magique. (Sauf en ce qui concerne les diagonales) | Parcours fermé qui est aussi un carré magique. (Sauf en ce qui concerne les diagonales) | Parcours fermé qui est aussi un carré magique. (Sauf en ce qui concerne les diagonales) | Parcours fermé qui est aussi un carré magique. (Sauf en ce qui concerne les diagonales) |
| --------------------------------------------------------------------------------------- | --------------------------------------------------------------------------------------- | --------------------------------------------------------------------------------------- | --------------------------------------------------------------------------------------- | --------------------------------------------------------------------------------------- | --------------------------------------------------------------------------------------- | --------------------------------------------------------------------------------------- | --------------------------------------------------------------------------------------- |
| 42                                                                                      | 59                                                                                      | 2                                                                                       | 17                                                                                      | 40                                                                                      | 15                                                                                      | 22                                                                                      | 63                                                                                      |
| 3                                                                                       | 18                                                                                      | 41                                                                                      | 60                                                                                      | 21                                                                                      | 64                                                                                      | 39                                                                                      | 14                                                                                      |
| 58                                                                                      | 43                                                                                      | 20                                                                                      | 1                                                                                       | 16                                                                                      | 23                                                                                      | 62                                                                                      | 37                                                                                      |
| 19                                                                                      | 4                                                                                       | 57                                                                                      | 44                                                                                      | 61                                                                                      | 38                                                                                      | 13                                                                                      | 24                                                                                      |
| 56                                                                                      | 45                                                                                      | 6                                                                                       | 29                                                                                      | 12                                                                                      | 25                                                                                      | 36                                                                                      | 51                                                                                      |
| 5                                                                                       | 30                                                                                      | 55                                                                                      | 48                                                                                      | 33                                                                                      | 52                                                                                      | 11                                                                                      | 26                                                                                      |
| 46                                                                                      | 7                                                                                       | 32                                                                                      | 53                                                                                      | 28                                                                                      | 9                                                                                       | 50                                                                                      | 35                                                                                      |
| 31                                                                                      | 54                                                                                      | 47                                                                                      | 8                                                                                       | 49                                                                                      | 34                                                                                      | 27                                                                                      | 10                                                                                      |

| Parcours fermé sur 12 × 12 cases qui est aussi un carré magique. (Y compris en ce qui concerne les diagonales), | Parcours fermé sur 12 × 12 cases qui est aussi un carré magique. (Y compris en ce qui concerne les diagonales), | Parcours fermé sur 12 × 12 cases qui est aussi un carré magique. (Y compris en ce qui concerne les diagonales), | Parcours fermé sur 12 × 12 cases qui est aussi un carré magique. (Y compris en ce qui concerne les diagonales), | Parcours fermé sur 12 × 12 cases qui est aussi un carré magique. (Y compris en ce qui concerne les diagonales), | Parcours fermé sur 12 × 12 cases qui est aussi un carré magique. (Y compris en ce qui concerne les diagonales), | Parcours fermé sur 12 × 12 cases qui est aussi un carré magique. (Y compris en ce qui concerne les diagonales), | Parcours fermé sur 12 × 12 cases qui est aussi un carré magique. (Y compris en ce qui concerne les diagonales), | Parcours fermé sur 12 × 12 cases qui est aussi un carré magique. (Y compris en ce qui concerne les diagonales), | Parcours fermé sur 12 × 12 cases qui est aussi un carré magique. (Y compris en ce qui concerne les diagonales), | Parcours fermé sur 12 × 12 cases qui est aussi un carré magique. (Y compris en ce qui concerne les diagonales), | Parcours fermé sur 12 × 12 cases qui est aussi un carré magique. (Y compris en ce qui concerne les diagonales), |
| --- | --- | --- | --- | --- | --- | --- | --- | --- | --- | --- | --- |
| 1 | 70 | 107 | 112 | 5 | 66 | 103 | 116 | 9 | 64 | 99 | 118 |
| 108 | 111 | 2 | 69 | 104 | 115 | 6 | 65 | 100 | 117 | 10 | 63 |
| 71 | 106 | 109 | 4 | 113 | 102 | 67 | 8 | 61 | 98 | 119 | 12 |
| 110 | 3 | 72 | 105 | 68 | 7 | 114 | 101 | 120 | 11 | 62 | 97 |
| 73 | 142 | 35 | 40 | 77 | 140 | 17 | 60 | 93 | 122 | 13 | 58 |
| 36 | 39 | 74 | 141 | 32 | 41 | 92 | 121 | 16 | 59 | 96 | 123 |
| 143 | 34 | 37 | 76 | 139 | 78 | 55 | 18 | 125 | 94 | 57 | 14 |
| 38 | 75 | 144 | 33 | 42 | 31 | 126 | 91 | 56 | 15 | 124 | 95 |
| 81 | 136 | 29 | 44 | 79 | 138 | 19 | 54 | 89 | 128 | 21 | 52 |
| 28 | 45 | 80 | 137 | 30 | 43 | 90 | 127 | 20 | 53 | 88 | 129 |
| 135 | 82 | 47 | 26 | 133 | 84 | 49 | 24 | 131 | 86 | 51 | 22 |
| 46 | 27 | 134 | 83 | 48 | 25 | 132 | 85 | 50 | 23 | 130 | 87 |

En revanche un tel parcours existe pour n'importe quel échiquier carré dont la taille est un multiple de 4 autre que 4 ou 8.
Il est à noter que quelques travaux sont menés sur le thème du parcours de cavalier au XXIe siècle.

## Analyse mathématique

Graphe du cavalier montrant tous les mouvements possibles sur un échiquier 8x8 ; le nombre inscrit dans chaque case indique le nombre de cases accessibles depuis celle-ci.

### Lien avec la théorie des graphes
La recherche d'un tour du cavalier est un cas particulier des graphes hamiltoniens dans la théorie des graphes. De plus comme un cavalier passe toujours d'une case noire à une case blanche et vice-versa, il s'ensuit que le graphe des mouvements du cavalier est un graphe biparti.

### Existence d'un parcours ouvert sur un échiquier rectangulaire
Dans le cas d'une recherche d'un parcours ne bouclant pas nécessairement sur lui-même, il a été prouvé qu'il existe une solution pour tout échiquier rectangulaire dont la longueur et la largeur sont supérieures ou égales à 5,.

### Existence d'un circuit fermé sur un échiquier rectangulaire
Les tours de cavaliers peuvent se faire sur des damiers de différente taille et sur des formes différentes (rectangle, cube, pavé, spirale infinie, etc.), mais il est nécessaire que le nombre de cases soit pair.
Dans le cas d'un échiquier rectangulaire on a le résultat d'existence suivant:
Théorème de Schwenk — Pour tout échiquier m × n tel que m soit inférieur ou égal à n, il existe un tour du cavalier,  à moins qu'une des conditions suivantes (ou plus) ne soit vraie :
1. m et n sont impairs; n est différent de 1.
2. m = 1, 2, ou 4 ; n est différent de 1.
3. m = 3 et n = 4, 6 ou 8.

#### Condition 1
La condition 1 empêche l'existence d'un tour fermé, pour de simples raisons de parité et de coloriage. Sur un échiquier noir et blanc standard, un cavalier se déplace du blanc vers le noir ou inversement. Donc un tour fermé doit visiter le même nombre de cases noires et blanches, et le nombre des cases visitées doit être pair. Or si m et n sont impairs, le nombre de cases est impair donc aucun tour fermé n'existe. Par contre il peut exister des tours ouverts.

#### Condition 2
Selon cette condition, il n'existe pas de tour fermé si le plus petit côté est 1, 2, ou 4.
Si m = 1 ou 2, le cavalier ne peut pas atteindre toutes les cases (sauf dans le cas trivial 1 × 1). On peut aussi montrer l'absence de tour fermé dans le cas 4 × n par un argument de coloriage.

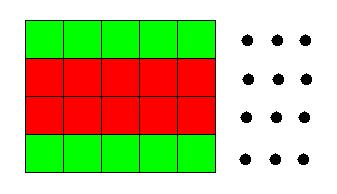
Le cavalier doit alterner vert et rouge.

Supposons qu'il existe un tour fermé sur un échiquier 4 × n. Appelons {\displaystyle A_{1}} l'ensemble des cases noires et {\displaystyle A_{2}} l'ensemble des cases blanches visitées par le tour, sur un échiquier noir et blanc standard. Regardons la figure de droite. Appelons {\displaystyle B_{1}} l'ensemble des cases vertes et {\displaystyle B_{2}} celui des cases rouges. Elles sont en nombre égal. Remarquons que le cavalier passe obligatoirement d'une case de {\displaystyle B_{1}} à une case de {\displaystyle B_{2}}. Comme il doit visiter chaque case, il doit aussi passer d'une case de {\displaystyle B_{2}} à une case de {\displaystyle B_{1}}  (sinon il devrait parcourir deux cases consécutives ou plus de {\displaystyle B_{1}} ensuite, ce qui est impossible).
L'examen de ce tour hypothétique donne une contradiction :
1. La première case du tour sera dans {\displaystyle A_{1}} et {\displaystyle B_{1}}. Sinon il suffit d'intervertir les définitions de {\displaystyle B_{1}} et {\displaystyle B_{2}}.
2. La seconde case doit être dans {\displaystyle A_{2}} et {\displaystyle B_{2}}.
3. La troisième case doit être dans {\displaystyle A_{1}} et {\displaystyle B_{1}}.
4. La quatrième case doit être dans {\displaystyle A_{2}} et {\displaystyle B_{2}}.
5. Et ainsi de suite.

Il en découle que les ensembles {\displaystyle A_{1}} et {\displaystyle B_{1}} sont confondus, tout comme les ensembles {\displaystyle A_{2}} et {\displaystyle B_{2}}. C'est absurde, donc aucun tour n'existe dans le cas 4 × n, et ce quel que soit n.

#### Condition 3
On peut prouver la condition 3 au cas par cas. Rechercher un tour fermé dans les cas  3 × 4, 3 × 6, 3 × 8 échoue rapidement. Pour les cas 3 × n, avec n pair et plus grand que 8, on construit les tours fermés par récurrence, en répétant les mouvements.

#### Autres cas
Nous avons prouvé l'inexistence d'un tour fermé dans les trois conditions mentionnées.
Prouver l'existence d'un tel tour dans les autres cas est plus compliqué.

### Obtention effective d'un parcours du cavalier
Pour réussir un parcours, il suffit de choisir pour chaque nouveau saut une case libre parmi celle offrant le moins de sauts ultérieurs possibles, quitte à annuler les derniers coups en cas d'impasse : c'est un exercice classique de programmation.
Bien que le problème général de recherche d'un circuit hamiltonien dans un graphe soit NP-complet, le cas particulier du tour du cavalier peut être résolu en temps linéaire.

### Dénombrement des solutions
Il y a 26 534 728 821 064 circuits fermés différents sur un échiquier carré de 64 cases, et il y en a 9 862 sur un échiquier carré de 36 cases.
Le nombre de parcours ouverts pour un échiquier carré est donné par suite A165134 de l'OEIS :
| Dimension de l'échiquier :   | 1 | 2 | 3 | 4 | 5     | 6         | 7               | 8                      |
| ---------------------------- | - | - | - | - | ----- | --------- | --------------- | ---------------------- |
| Nombre de parcours ouverts : | 1 | 0 | 0 | 0 | 1 728 | 6 637 920 | 165 575 218 320 | 19 591 828 170 979 904 |

## Applications

### Cryptographie
- Le problème du cavalier a été proposé pour concevoir des schémas de chiffrement en cryptographie visuelle[26];
- Le problème a aussi été proposé pour la génération de nombres pseudo-aléatoires de qualité cryptographique[27].

## Littérature
- Rudrata, un poète du Cachemire de la fin du IXe siècle (vers 825-850), propose un problème d'Euler rédigé en vers : « Les Ornements de la poésie », écrit en sanskrit, qui comporte un ensemble de versets basés sur des séries de syllabes en relation avec le parcours cavalier.
- Mikhaïl W. Ramseier, dans son roman Nigrida, propose une intrigue qui tourne autour d'un cryptogramme basé sur un chiffre de Vigenère dissimulé au sein d'un problème du cavalier d'Euler.
- Au XXe siècle, le groupe d'écrivains Oulipo utilise ce problème. L'exemple le plus remarquable est le tour 10 × 10 qui détermine l'ordre des chapitres dans le livre de Georges Perec : La Vie mode d'emploi. Le même auteur a également utilisé un 9 × 9 dans Deux cent quarante-trois cartes postales en couleurs véritables.